# Stalin – Człowiek dla społeczeństwa
Stalin – Człowiek dla społeczeństwa (telugu స్టాలిన్, trb. Stalin) – indyjski (tollywoodzki) dramatyczno-komediowy film akcji, nakręcony w 2006 roku przez tamilskiego reżysera A.R. Murugadossa, autora cieszącego się sukcesem filmu Ghajini. Film był wyświetlany na Indyjskim Międzynarodowym Festiwalu Filmowym w sekcji poświęconej pozakonkursowemu mainstreamowi indyjskiemu. Zdjęcia do filmu kręcono w Hajdarabadzie i Nashik, a do piosenek we Włoszech i Austrii. Inspiracją dla filmu był amerykański dramat z 2000 roku Podaj dalej.

## Obsada
- Chiranjeevi – Stalin
- Trisha Krishnan – Chitra
- Prakash Raj – minister Muddu Krishnayya
- Sharada Urvashi – matka Stalina
- Kushboo – Jhansi (siostra Stalina)
- Suneel – Gopi
- L. B. Sriram – taksówkarz
- Brahmanandam – duchowny
- Riyaz Khan – syn Muddu Krishniaha
- Gangadhar Pandey – doktor
- Harsha Vardhan – kolega Stalina
- Anushka Shetty – tancerka
- Pradeep Rawat – MLA
- Mukesh Rishi – generał
- Subbaraju – gangster